# Miguel Hoyos
Miguel Ángel Hoyos Guzmán (Santa Cruz de la Sierra, 3 marzo 1981) è un ex calciatore boliviano, di ruolo difensore.

## Palmarès

### Club

#### Competizioni nazionali
- Campionato boliviano: 2

Oriente Petrolero: 2004
Bolivar: 2009